# Johann Christian Gottlob Baumgarten
Johann Christian Gottlob Baumgarten (1765 , Luckau, Baixa Lusácia - 1843, Sighişoara, Transilvânia, Romênia) foi um médico e botânico alemão .
Estudou em Dresden e Leipzig. Enquanto em Leipzig estudou a flora local, publicando um tratado com o título Flora Lipsiensis em 1790. No mesmo ano graduou-se em filosofia, e em 1971 em medicina. Posteriormente continuou seus estudos em medicina e botânica na cidade de Viena.
Em 1793 foi trabalhar na  Transilvânia sendo o pioneiro no estudo da flora local. Passou o resto da sua vida na Transilvânia trabalhando  como professor e médico em Schäßburg, atual Sighişoara. Em 1816 publicou o primeiro volume de uma obra de quatro volumes sobre a flora da Transilvânia com o título Enumeratio Stirpium in Magno Transylvaniae Principatu praeprimis indigenarum.
A espécie botânica Campanula baumgartenii foi nomeada em sua honra.